# Danilo poje Kocjančiča
Danilo poje Kocjančiča je tretji samostojni studijski album Danila Kocjančiča, ki je bil posnet med majem in septembrom 2005, v Studiu JORK, v Dekanih. Album je izšel istega leta pri založbi Nika Records.

## Seznam skladb
Vsa glasba je delo Danila Kocjančiča, vsa besedila pa je napisal Drago Mislej.
| Št. | Naslov                                        | Dolžina |
| --- | --------------------------------------------- | ------- |
| 1.  | „Glej naprej‟ (arr. Z. Cotič)                 | 3:43    |
| 2.  | „Obrni se‟ (arr. D. Kocjančič)                | 3:36    |
| 3.  | „Veter z juga‟ (arr. Z. Cotič-P. Greblo)      | 4:08    |
| 4.  | „Črta‟ (arr. D. Kocjančič-R. Božič)           | 3:26    |
| 5.  | „Ker sem se bal‟ (arr. Z. Cotič)              | 3:14    |
| 6.  | „Luna sije‟ (arr. D. Semolič)                 | 3:47    |
| 7.  | „Znam živet' (na tleh)‟ (arr. Z. Cotič)       | 3:12    |
| 8.  | „Vsi so rekli‟ (arr. R. Božič)                | 3:43    |
| 9.  | „Preden zaspi‟ (arr. D. Kocjančič)            | 3:41    |
| 10. | „To je dovolj zame‟ (arr. Z. Cotič-P. Greblo) | 3:26    |
| 11. | „Zagrabi me‟ (arr. Z. Cotič)                  | 3:51    |
| 12. | „Mi paše‟ (arr. R. Božič)                     | 3:42    |
| 13. | „Koper‟ (arr. Z. Cotič-M. Švagelj)            | 3:54    |
| 14. | „Samo laži‟ (arr. D. Semolič)                 | 3:31    |

## Zasedba
- Danilo Kocjančič – solo vokal
- Zdenko Cotič – kitare
- Jadran Ogrin – bas kitara
- Giulio Rosselli – bobni
- Goran Moskovski – tolkala
- Gabriel Ogrin – Hammond orgle
- Angelo Chiocca – tenor saksofon
- Goran Velikonja – harmonika
- Mitja Bobič – trobenta
- Dean Semolič – klaviature
- Vlado Batista – violina
- Denis Beganovič – pozavna
- Tinkara Kovač – flavta, vokal
- David Jarh – trobenta krilatica
- Andjelko Stupar – bobni
- Kate Hosking – kontrabas
- Patrik Greblo – klavir
- Silvio Brosche – alt saksofon, klarinet
- Ivo Bašič – pozavna
- Marjan Ogrin – bas kitara
- Lean Klemenc – električna mandolina
- Nebojša Jerebica – violina
- Rado Božič – harmonika
- Tomaž Vencelj – tuba
- Rok Kovačič – bobni
- Anton Jež – kitara
- Vasko Blaj – tenor saksofon
- Gregor Bizjak – klarinet
- Boris Peternelj – trobenta
- Benjamin Ziervogel – violina
- Oksana Pečeny – violina
- Matjaž Porovne – violina
- Rudi Bučar – vokal, spremljevalni vokal
- Tadeja Fatur – spremljevalni vokal
- Steffy – spremljevalni vokal
- Matjaž Švagelj – spremljevalni vokal
- Sandi Kokošar – spremljevalni vokal
- Aleksandra Čermelj – spremljevalni vokal